# Supergarcía
Supergarcía, también conocido como Supergarcía en la hora cero (durante su emisión en Antena 3 Radio) y Supergarcía en la onda (en Onda Cero), fue un programa radiofónico español, presentado y dirigido por el periodista deportivo José María García entre 1982 y el 8 de abril de 2002.

## Formato
Análisis de la actualidad deportiva de la jornada, con comentarios y entrevistas. El programa estaba especialmente dedicado a fútbol que, según datos de 2000, copaba 82,2% de su duración total.

## Historia
El programa encuentra su origen en la salida del director y presentador de la Cadena SER y su fichaje por la entonces recién inaugurada emisora Antena 3 Radio, en la que estrena en 1982 el espacio bajo el título de Supergarcía en la hora cero. 
Diez años después, tras la toma del control accionarial de Antena 3 Radio por parte del Grupo Prisa, García y su programa se trasladaron a la Cadena COPE. Cuando estuvo en Radio Popular (COPE) fue la etapa de mayor esplendor del programa. 
La última etapa del programa, entre 2000 y 2002, tuvo lugar en Onda Cero y el programa se llamó Supergarcía en la onda.

## Audiencia
Durante años, Supergarcía mantuvo el liderazgo radiofónico en su franja horaria, alcanzando por ejemplo 858.000 oyentes en 1990.
Perdió la primacía en 1995 frente a El Larguero de José Ramón de la Morena, pese a conservar 1.230.000 oyentes.

## Controversias
A lo largo de sus 20 de años de historia, José María García tuvo que afrontar diversos procesos judiciales como consecuencia de opiniones y declaraciones vertidas en Supergarcía.
- El 8 de julio de 1986 acusó al entonces presidente de la RFEF José Luis Roca de haber robado al pueblo de Zaragoza 219.000 pesetas, por lo que fue condenado a dos meses y un día de arresto mayor y una multa de 30.000 pesetas por el Juzgado de Instrucción número 2 de Zaragoza.[9] La cuestión llegó al Tribunal Constitucional de España, que en 1990 rechazó el recurso de García.[10] El periodista fue indultado por el Gobierno y finalmente no hubo de ingresar en prisión.

- En abril de 1988 fue condenado por el juzgado de Primera Instancia número 16 de Madrid a indemnizar con un millón de pesetas al mismo Roca por un delito de intromisión en el Derecho al honor.[11]

- En 1991 fue demandado por el padre de la tenista Arancha Sánchez Vicario por injurias.[12]

- En 1992 fue condenado por juzgado número 26 de lo Civil por  intromisión ilegítima contra el honor del entonces Presidente del Real Madrid, Ramón Mendoza.[13] La sentencia fue ratificada por el Tribunal Supremo de España en 1988 y el Constitucional en 2001.